# Wulgrin I van Angoulême
Wulgrin I van Angoulême (overleden op 3 mei 886) was van 866 tot aan zijn dood graaf van Angoulême en Périgord. Hij was de stamvader van het huis Taillefer.

## Levensloop
Wulgrin I was de zoon van graaf Vulfard van Flavigny, die uit de hoogste Frankische adel stamde. Zijn moeder Suzanna was de dochter van graaf Bego van Parijs en diens echtgenote Alpheidis, die tot een Karolingisch geslacht behoorde. Zijn broer Hilduin was abt van de Kathedraal van Saint-Denis en zijn broer Adalhard was paltsgraaf en een van de grootste vertrouwelingen van koning Karel de Kale van West-Francië. Zijn neef Wulfhard was dan weer abt van de Abdij van Flavigny en zijn nicht Adelheid huwde met de latere koning van West-Francië Lodewijk de Stamelaar.
Zijn familiale achtergrond zorgde ervoor dat hij zich als graaf in de Aquitaanse gebieden Angoulême en Périgord kon vestigen, nadat graaf Emenon in 866 was overleden. Emenon was een aanhanger van de door Karel de Kale afgezette koning Pepijn II van Aquitanië en was hierdoor een belangrijke factor van onrust voor Karel de Kale. 
Tijdens zijn bewind bestreed Wulgrin de Vikingen die in die tijd Aquitanië binnenvielen. Hij deed dit door een omvangrijke burchtenbouw te bevelen. In 886 stierf hij, waarna hij bijgezet werd in de Abdij van Saint-Cybard in Angoulême.

## Huwelijken en nakomelingen
Wulgrin was gehuwd met Regelendis, dochter van graaf Bernhard van Septimanië. Ze kregen volgende kinderen:
- Alduin I (overleden in 916), graaf van Angoulême
- Willem I (overleden in 920), graaf van Périgord
- Sancha, huwde met graaf Adhémar van Angoulême